# Bolsa de Valores de Quito
Die Bolsa de Valores de Quito (BVQ) (englisch: Quito Stock Exchange) listet über 300 ecuadorianische Unternehmen und ist neben der Bolsa de Valores de Guayaquil (BVG) eine der beiden Wertpapierbörsen Ecuadors. Sie befindet sich in der Stadt Quito. Rund 30 Finanzdienstleister fungieren als Marktteilnehmer in der BVQ. Die BVQ ist eine selbstregulierende Organisation.

## Geschichte
Im Jahr 1969 wurde das Gesetz Nr. 111 erlassen, das die Gründung von Börsen und Aktiengesellschaften in Ecuador erlaubte. Es ermächtigte die Wertpapierkommission zur Gründung und Implementierung einer Verfassung für die Bolsa de Valores de Quito. Im Jahr 1993 wurde das erste Wertpapiermarktgesetz erlassen, das seinen zivilen und privaten Charakter festlegte. Am 20. Mai 2014 wurde das Organgesetz zur Stärkung und Optimierung des Unternehmens- und Börsensektors erlassen.

## Indizes
Die Leistung wichtiger Unternehmen des Landes, die sowohl in der BVQ als auch in der BVG gelistet sind, wird durch den ECU-Index erfasst.

## Mitgliedschaften
Sie ist Mitglied der
- Federación Iberoamericana de Bolsas (FIAB).[4]
- Sustainable Stock Exchanges Initiative